# 卡爾梅克韃靼人
卡爾梅克韃靼人，又稱白卡爾梅克人，是西伯利亞韃靼人的一個分支，主要分布於克麥羅沃州東北的尤爾加，人口約500人。
他們源於17世紀一部分向北遷徙的铁列乌特人，在18世紀他們在伏爾加韃靼人和西伯利亞布哈拉人影響下接受伊斯蘭教，這避免他們和俄羅斯人之間出現婚姻關係，保護他們免受俄羅斯人的同化(他們也將信仰藏傳佛教的準噶爾部稱為黑卡爾梅克人)。
在19世紀和20世紀，卡爾馬克韃靼人集中在三個定居點：尤爾加市附近的Zimnik和Bolshoy Ulus，以及位於尤爾加東北部的尤爾蒂-康斯坦丁諾維，靠近托木斯克地區。
根據俄羅斯女人類學家埃琳娜·弗拉基米羅夫娜·巴拉諾夫斯卡婭和其他一些作者的說法，托木斯克的卡爾梅克韃靼人以的單倍群N1c1-Y16311為主，這使他們更接近蒙古人和卡爾梅克人，將他們與其他铁列乌特人區分開來。